# Oscar Michaux (explorateur)
Oscar Michaux, né le 27 mars 1860 à Glimes, mort le 7 janvier 1918 à Gravelines, est un explorateur belge, officier de l'armée belge et de la Force publique(armée coloniale belge) et un écrivain.

## Biographie
Oscar Isidore Joseph Michaux, né le 27 mars 1860 à Glimes, est le fils d'Alfred Michaux et d'Hortense Thiry. Il épouse Mathilde Mertens à Bruxelles le 9 juillet 1901.
Il fait des études professionnelles au Collège de Dinant puis à l'Institut Dupuich à Bruxelles.
En 1880, il s'engage dans le 2e régiment de Chasseurs à cheval de l'armée belge. Il est promu brigadier puis maréchal des logis. Promu sous-lieutenant en septembre 1887, il passe au 1er régiment de Chasseurs à cheval puis au 1er régiment de Lanciers.
Il pose candidature pour rejoindre l'État indépendant du Congo qui est retenue. Il s'embarque pour l'Afrique le 2 décembre 1889 et le 6 février 1890, il est nommé lieutenant. Il est affecté au poste militaire de Lusambo qui vient d'être créé par Paul Le Marinel. Avec le lieutenant Descamps, il est envoyé contre Ngongo Lutété chef des Batetela, l'allié des esclavagistes Arabes. Ils réussissent à le vaincre en 1891-1892 ainsi que plusieurs peuplades responsables de rapines : les Bachilanges, les Kiokos, Bakua M'Bélé, etc. Après cette victoire, Ngongo Lutété devient l'allié fidèle des Belges. Le 2 mai 1892, Michaux est cité à l'ordre du jour du gouverneur Théophile Wahis pour « l'attaque d'un camp de chasseurs d'esclaves et la bravoure que le lieutenant Michaux déploie décide de l'issue du combat ».

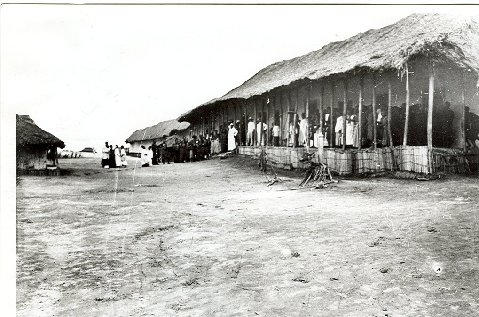
Résidence de N'Gongo Lutété.

En 1892-1893, il prend part à la campagne du commandant baron Dhanis et se distingue le 23 novembre 1892. Avec 7 Européens, 350 soldats réguliers, les troupes de Ngongo Letété et un canon Krupp de 75, il culbute à Chige, sur la rive gauche du Lomami (à proximité de l’actuelle Tshofa) les forces du chef arabe Sefu Bin Hamid constituées de zanzibarites, de swahilis et de tribus alliées. Ces combats font 600 morts du côté des esclavagistes et un millier de prisonniers. Au cours de la poursuite du reliquat des troupes arabes, Michaux enlève encore deux de leurs drapeaux.
Au début 1893, ayant atteint le terme de son service au Congo, il retourne en Belgique et est promu capitaine le 1er mai 1893. En récompense de la bataille victorieuse de Chige, le roi Léopold II lui remet un sabre d'honneur où est gravé « Lomami, 23 novembre 1892 ».
Il retourne au Congo en 1894 comme commissaire de district Kasaï-Lualaba. En 1895, il réprime la grande révolte des Batetela qui avaient détruit plusieurs stations et tué un certain nombre de Belges. En novembre 1896, il défait les soldats Batetela révoltés à Kahoa et leur inflige de lourdes pertes.
En septembre 1897, il rentre en Belgique pour se reposer après les nombreuses privations et fatigues et en 1899, il reprend du service au 1er régiment de Lanciers. Comme de nombreux coloniaux à leur retour d'Afrique, il prend également famille en épousant Mathilde Mertens, fille d'un imprimeur, à Bruxelles le 9 juillet 1901.
Restant attaché au souvenir des aventures congolaises, il écrit des mémoires en 1907 sous le titre Récit de mes campagnes d'Afrique de 1889 à 1897. En 1910, paraît une deuxième étude : Pourquoi nous devons coloniser. Il se fait également un ardent propagandiste de la colonisation belge donnant de nombreuses conférences en Belgique.
En 1913, Michaux est promu major et prend le commandement du dépôt de la 1ère division de cavalerie à Beveren.
Au déclenchement de la Première Guerre mondiale, il continue à assurer l'instruction des jeunes recrues et des volontaires dans la 1ère division de cavalerie. Il poursuit sa tâche après la retraite du dépôt dans le nord de la France. Il décède le 7 janvier 1918 à Gravelines d'une crise cardiaque.
Il a constitué une collection de 716 objets africains pendant sa carrière militaire au Congo (1880-1896), qui est acquise le 18 avril 1919 par le Musée royal de l'Afrique centrale.

## Distinctions
- Officier de l'ordre de la Couronne (Belgique).
- Chevalier de l'ordre de Léopold (Belgique).
- Croix militaire de 1re classe (Belgique).
- Médaille commémorative du règne de Léopold II (Belgique).
- Chevalier de l'ordre royal du Lion (État indépendant du Congo).
- Étoile de Service à deux raies (État indépendant du Congo).
- Médaille de la Campagne arabe (État indépendant du Congo).
- Chevalier de l'ordre de l'Étoile africaine en 1913 (Congo belge).

## Ouvrages
- Au Congo. Carnet de campagne. Episodes et impressions de 1889 à 1897, 1907[11],[12].
- Pourquoi nous devons coloniser (1910).
- La mise en valeur de notre colonie (1912).